# Ernst Mayr
Ernst Walter Mayr (Kempten, 5 luglio 1904 – Bedford, 3 febbraio 2005) è stato un biologo, genetista e storico della scienza tedesco naturalizzato statunitense.
Considerato uno dei più importanti studiosi dell'evoluzione, si è dedicato in particolare ai meccanismi che presiedono alla "speciazione", cioè alla differenziazione di due specie da una specie genitrice. Negli ultimi anni rivolse la sua attenzione alla storia e alla filosofia della biologia e su come le caratteristiche delle scienze biologiche le distinguessero dalle scienze fisiche.

## Biografia
Nel 1926 ottiene la laurea all'età di 21 anni in Scienze biologiche e ottiene la carica di assistente al Dipartimento ornitologico del Museo di Berlino. Nel 1931 è assunto dall'American Museum of Natural History, presso il quale diviene Curator Emeritus del Dipartimento di Ornitologia. Nel 1942 pubblica Systematics and the Origin of Species.
Nel 1947 fonda la rivista Evolution, giornale della Society for the Study of Evolution. Nel 1953 ottiene un incarico di insegnamento all'Università di Harvard. Nel 1959 commemora il centenario della teoria di Darwin pubblicando Darwin and the evolutionary theory in biology. Nel 1983 vince il Premio Balzan per la zoologia. Muore all'età di 100 anni.

## Idee
In qualità di biologo di formazione tradizionale, Mayr era spesso molto critico nei confronti dei primi approcci matematici all'evoluzione, come quelli di J.B.S. Haldane, e nel 1959 chiamò notoriamente tali approcci "genetica a sacco (beanbag genetics)". In modo simile, Mayr fu anche piuttosto critico nei confronti dell'evoluzione molecolare e di studi come quelli di Carl Woese. Gli attuali studi molecolari sull'evoluzione e la speciazione indicano che sebbene la speciazione allopatrica sia la norma, ci sono numerosi casi di speciazione simpatrica in gruppi con maggiore mobilità, come gli uccelli. I meccanismi precisi della speciazione simpatrica, tuttavia, sono solitamente una forma di microallopatria determinata dalle variazioni nell'occupazione di nicchia tra gli individui all'interno di una popolazione.
In molti dei suoi scritti, Mayr respinse il riduzionismo nella biologia evolutiva, sostenendo che le pressioni evolutive agiscono sull'intero organismo, non sui singoli geni, e che i geni possono avere effetti diversi a seconda degli altri geni presenti. Sostenne la necessità di uno studio dell'intero genoma, piuttosto che di singoli geni isolati. Dopo aver formulato il concetto di specie biologica nel 1942, Mayr ha svolto un ruolo centrale nel dibattito sul problema delle specie e su quale fosse il miglior concetto di specie. Difese strenuamente il concetto di specie biologica contro le molte definizioni di "specie" proposte da altri.
Mayr era uno schietto difensore del metodo scientifico e spesso stimolò accesi dibattiti nella comunità scientifica. Ad esempio, nel 1995, ha criticato la ricerca di intelligenza extra-terrestre (SETI), condotta dal collega professore di Harvard Paul Horowitz, come uno spreco di risorse universitarie e studentesche per la sua incapacità di affrontare e rispondere a una domanda scientifica. Oltre 60 eminenti scienziati, guidati da Carl Sagan, hanno in seguito confutato le critiche.
Mayr ha rifiutato l'idea di una visione dell'evoluzione centrata sul gene e ha criticato aspramente ma educatamente le idee di Richard Dawkins. Mayr ha insistito sul fatto che l'intero genoma dovrebbe essere considerato come l'obiettivo della selezione, piuttosto che i singoli geni.

## Opere

### Libri
- Ernst Mayr, Systematics and the Origin of Species, from the Viewpoint of a Zoologist, Cambridge, Harvard University Press, 1942, ISBN 978-0-674-86250-0.
- Ernst Mayr, Birds of the Southwest Pacific: A Field Guide to the Birds of the Area Between Samoa, New Caledonia, and Micronesia, New York, Macmillan, 1945.
- Ernst Mayr, Animal Species and Evolution, Cambridge, Belknap Press of Harvard University Press, 1963, ISBN 978-0-674-03750-2.
- Ernst Mayr, Populations, Species, and Evolution, Cambridge, Belknap Press of Harvard University Press, 1970, ISBN 978-0-674-69013-4.
- Ernst Mayr, Evolution and the Diversity of Life, Cambridge, Belknap Press of Harvard University Press, 1976, ISBN 978-0-674-27105-0.
- Mayr, Ernst. & William B. Provine,  (eds) (1980). The Evolutionary Synthesis: Perspectives on the Unification of Biology, ISBN 0-674-27225-0
- Ernst Mayr, The Growth of Biological Thought, Cambridge (Mass.), Belknap P. of Harvard U.P, 1982, ISBN 978-0-674-36446-2.
- Ernst Mayr, Toward a New Philosophy of Biology, Cambridge, Harvard University Press, 1988, ISBN 978-0-674-89666-6.
- Ernst Mayr, Principles of Systematic Zoology, New York, McGraw-Hill, 1991, ISBN 978-0-07-041144-9.
- Ernst Mayr, One Long Argument, Cambridge, Harvard University Press, 1991, ISBN 978-0-674-63906-5.
- Ernst Mayr, This Is Biology, Cambridge, Belknap Press of Harvard University Press, 1997, ISBN 978-0-674-88469-4.
- Ernst Mayr, The Birds of Northern Melanesia, Oxford Oxfordshire, Oxford University Press, 2001, ISBN 978-0-19-514170-2.
- Ernst Mayr, What Evolution Is, New York, Basic Books, 2001, ISBN 978-0-465-04426-9.
- Ernst Mayr, What Makes Biology Unique?, Cambridge, Cambridge University Press, 2004, ISBN 978-0-521-84114-6.
- Ernst Mayr, Systematics and the Origin of Species, from the Viewpoint of a Zoologist, Cambridge, Harvard University Press, 1942, ISBN 978-0-674-86250-0.

### Descrizione di specie nuove per la scienza
- J. T. Zimmer e E. Mayr, New Species of Birds Described from 1938 to 1941, in The Auk, vol. 60, n. 2, 1943,  pp. 249-262, DOI:10.2307/4079651, JSTOR 4079651.
- E. Mayr, New species of birds described from 1941 to 1955, in Journal of Ornithology, vol. 98, 1957,  pp. 22-08, DOI:10.1007/BF01677166.
- E. Mayr, New species of birds described from 1956 to 1965, in Journal of Ornithology, vol. 112, n. 3, 1971,  pp. 302-316, DOI:10.1007/BF01640689.
- E. Mayr e F. Vuilleumier, New species of birds described from 1966 to 1975, in Journal of Ornithology, vol. 124, n. 3, 1983,  p. 217, DOI:10.1007/BF01640607.
- F. Vuilleumier e E. Mayr, New species of birds described from 1976 to 1980, in Journal für Ornithologie, vol. 128, n. 2, 1987,  p. 137, DOI:10.1007/BF01661691.
- François Vuilleumier, Mary LeCroy e Ernst Mayr, New species of birds described from 1981 to 1990, in Bulletin of the British Ornithologists' Club, 112A, 1992,  p. 26.

#### Altri testi
- 1923 "Die Kolbenente (Nyroca rufina) auf dem Durchzuge in Sachsen". Ornithologische Monatsberichte 31:135–136
- 1923 "Der Zwergfliegenschnäpper bei Greifswald". Ornithologische Monatsberichte 31:136
- 1926 "Die Ausbreitung des Girlitz (Serinus canaria serinus L.) Ein Beitrag zur Tiergeographie". J. für Ornithologie 74:571–671
- 1927 "Die Schneefinken (Gattungen Montifringilla und Leucosticte)" J. für Ornithologie 75:596–619
- 1929 with W Meise. Zeitschriftenverzeichnis des Museums für Naturkunde Mitteilungen aus dem Zoologischen Museum in Berlin 14:1–187
- 1930 (by Ernst Hartert) "List of birds collected by Ernst Mayr". Ornithologische Monatsberichte 36:27–128
- 1930 "My Dutch New Guinea Expedition". 1928. Ornithologische Monatsberichte 36:20–26
- 1931 Die Vögel des Saruwaged und Herzoggebirges (NO Neuginea) Mitteilungen aus dem Zoologischen Museum in Berlin 17:639–723
- 1931 "Birds collected during the Whitney South Sea Expedition. XII Notes on Halcyon chloris and some of its subspecies". American Museum Novitates no 469
- 1932 "A tenderfoot explorer in New Guinea" Natural History 32:83–97
- 1935 "Bernard Altum and the territory theory". Proceedings of the Linnaean Society of New York 45, 46:24–38[3]
- 1938 Birds of the Crane Pacific expedition, Ernst Mayr and Sidney Camras, Zoological Series of the Field Museum of Natural History, Volume XX, No. 34.
- 1940 "Speciation phenomena in birds". American Naturalist 74:249–278
- 1941 "Borders and subdivision of the Polynesian region as based on our knowledge of the distribution of birds". Proceedings of the 6th Pacific Scientific Congress 4:191–195
- 1941 "The origin and history of the bird fauna of Polynesia". Proceedings of the 6th Pacific Scientific Congress 4:197–216
- 1943 "A journey to the Solomons". Natural History 52:30–37,48
- 1944 "Wallace's Line in the light of recent zoogeographics studies". Quarterly Review of Biology 19:1–14
- 1944 "The birds of Timor and Sumba". Bulletin of the American Museum of Natural History 83:123–194
- 1944 "Timor and the colonization of Australia by birds". Emu 44:113–130
- 1946 "History of the North American bird fauna" Archiviato il 15 ottobre 2009 in Internet Archive. Wilson Bulletin 58:3–41
- 1946 "The naturalist in Leidy's time and today". Proceedings of the Academy of Natural Sciences of Philadelphia 98:271–276
- 1947 "Ecological factors in speciation". Evolution 1:263–288
- 1948 "The new Sanford Hall". Natural History 57:248–254
- 1950 The role of the antennae in the mating behavior of female Drosophila. Evolution 4:149–154
- 1951 Introduction and Conclusion. Pages 85,255–258 in The problem of land connections across the South Atlantic with special reference to the Mesozoic. Bulletin of the American Museum of Natural History 99:79–258
- 1951 with Dean Amadon, "A classification of recent birds". American Museum Novitates no. 1496
- 1953 with E G Linsley and R L Usinger. Methods and Principles of Systematica Zoology. McGraw-Hill, New York.
- 1954 "Changes in genetic environment and evolution". Pages 157–180 in Evolution as a Process (J Huxley, A C Hardy and E B Ford Eds) Allen and Unwin. London
- 1955 "Karl Jordan's contribution to current concepts in systematics and evolution". Transactions of the Royal Entomological Society of London 107:45–66
- 1956 with C B Rosen. "Geographic variation and hybridization in populations of Bahama snails (Cerion)". American Museum Novitates no 1806.
- 1957 "Species concepts and definitions". Pages 371–388 in The Species Problem (E. Mayr ed). AAAS, Washington DC.
- 1959 "The emergence of evolutionary novelties". Pages 349–380 in The Evolution of Life: Evolution after Darwin, vol 1 (S. Tax, ed) University of Chicago.
- 1959 "Darwin and the evolutionary theory in Biology". Pages 1–10 in Evolution and Anthropology: A Centennial Appraisal (B J Meggers, Ed) The Anthropological Society of Washington, Washington DC.
- 1959 "Agassiz, Darwin, and Evolution". Harvard Library Bulletin. 13:165–194
- 1961 "Cause and effect in biology: Kinds of causes, predictability, and teleology are viewed by a practicing biologist". Science 134:1501–1506
- 1962 "Accident or design: The paradox of evolution". Pages 1–14 in The Evolution of Living Organisms (G W Leeper, Ed) Melbourne University Press.
- 1964 Introduction, Bibliography and Subject Pages vii–xxviii, 491–513 in On the Origin of Species by Means of Natural Selection, or the Preservation of Favoured Races in the Struggle for Life, by Charles Darwin. A Facsimile of the First Edition. Harvard University Press.
- 1965 Comments. In Proceedings of the Boston Colloguium for the Philosophy of Science, 1962–1964. Boston Studies in the Philosophy of Science 2:151–156
- 1969 Discussion: Footnotes on the philosophy of biology. Philosophy of Science 36:197–202
- 1972 Continental drift and the history of the Australian bird fauna. Emu 72:26–28
- 1972 Geography and ecology as faunal determinants. Pages 549–561 in Proceedings XVth International Ornithological Congress (K H Voous, Ed) E J Brill, Leiden, The Netherlands.
- 1972 Lamarck revisited. Journal of the History of Biology. 5:55–94
- 1974 Teleological and teleonomic: A new analysis. Boston studies in the Philosophy of Science 14:91–117
- 1978 Tenure: A sacred cow? Science 199:1293
- 1980 How I became a Darwinian, Pages 413–423 in The Evolutionary Synthesis (E Mayr and W Provine, Eds) Harvard University Press, Cambridge, Massachusetts.
- 1980 with W B Provine, Eds. The Evolutionary Synthesis. Harvard University Press.
- 1981 Evolutionary biology. Pages 147–162 in The Joys of Research (W. Shripshire Jr, Ed.) Smithsonian Institution Press.
- 1984 Evolution and ethics. Pages 35–46 in Darwin, Mars and Freud: Their influence on Moral Theory (A L Caplan and B Jennings, Eds.) Plenum Press, New York.
- 1985. Darwin's five theories of evolution. In D. Kohn, ed., The Darwinian Heritage, Princeton NJ: Princeton University Press, pp. 755–772.
- 1985. How biology differs from the physical sciences. In D. J. Depew and B H Weber, eds., Evolution at a Crossroads: The New Biology and the New Philosophy of Science, Cambridge MA: The MIT Press, pp. 43–63.
- 1988. The why and how of species. Biology and Philosophy 3:431–441
- 1992. The idea of teleology. Journal of the History of Ideas 53:117–135
- 1994. with W.J. Bock. Provisional classifications v. standard avian sequences: heuristics and communication in ornithology. Ibis 136:12–18
- 1993.  What was the evolutionary synthesis?, in Trends in Ecology & Evolution, vol. 8, n. 1, 1993-01,  pp. 31-34, DOI:10.1016/0169-5347(93)90128-c. URL consultato il 27 settembre 2020.
- 1996. What is a species, and what is not? Philosophy of Science 63 (June): 262–277.
- 1996. The autonomy of biology: the position of biology among the sciences. Quarterly Review of Biology 71:97–106
- 1997. The objects of selection Proc. Natl. Acad. Sci. USA 94 (March): 2091–94.
- 1999. Darwin's influence on modern thought Crafoord Prize lecture, September 23, 1999.
- 2000. Biology in the Twenty-First Century Archiviato il 14 maggio 2011 in Internet Archive. Bioscience 50 (Oct. 2000): 895–897.
- 2001.  E. Mayr, The philosophical foundations of Darwinism (PDF), in Proceedings of the American Philosophical Society, vol. 145, n. 4, 2001,  pp. 488-495, PMID 11894859 (archiviato dall'url originale il 14 aprile 2008).
- 2002. with Walter J Bock. Classifications and other ordering systems. Zeitschrift Zool. Syst. Evolut-Forsch. 40:1–25